# Морис Буве
Морис Шарл Мари Жермен Буве (на френски: Maurice Charles Marie Germain Bouvet) е френски психоаналитик.

## Биография
Роден е на 14 август 1911 година в Сен Маритим, Франция. Изучава класически етюди, а след това учи медицина в Париж и работи психопатолог. Започва обучителна анализа с Жорж Парчемини, а супервайзери му са Саха Нахт и Джон Леуба. През 1946 г. става член на Парижкото психоаналитично общество.
Буве е добре известен със своите писания върху обектните връзки и преносът. Също така е първият психоаналитик на Андре Грийн и много известни аналитици.
Умира на 5 май 1960 година в Париж на 48-годишна възраст.